# Abierto Mexicano de Tenis 2012
L'Abierto Mexicano de Tenis 2012, conosciuto anche con il nome di Abierto Mexicano Telcel 2012 per motivi di sponsorizzazione, è stato un torneo di tennis giocato sulla terra rossa. È stata la 19ª edizione del torneo maschile, facente parte della categoria ATP World Tour 500 series nell'ambito dell'ATP World Tour 2012, e la 12ª del torneo femminile facente parte della categoria WTA International nell'ambito del WTA Tour 2012. Sia il torneo maschile che femminile si sono giocati al Fairmont Acapulco Princess di Acapulco in Messico, dal 27 febbraio al 3 marzo 2012.

## Partecipanti ATP

### Teste di Serie
| Nazionalità | Giocatore         | Ranking* | Testa di serie |
| ----------- | ----------------- | -------- | -------------- |
| Spagna      | David Ferrer      | 5        | 1              |
| Spagna      | Nicolás Almagro   | 11       | 2              |
| Francia     | Gilles Simon      | 12       | 3              |
| Giappone    | Kei Nishikori     | 17       | 4              |
| Germania    | Florian Mayer     | 19       | 5              |
| Argentina   | Juan Mónaco       | 20       | 6              |
| Spagna      | Marcel Granollers | 23       | 7              |
| Spagna      | Fernando Verdasco | 25       | 8              |

* Ranking al 20 febbraio 2012.

### Altri partecipanti
I seguenti giocatori hanno ricevuto una wild-card per il tabellone principale:
- Daniel Garza
- Santiago González
- David Nalbandian

I seguenti giocatori sono entrati nel tabellone principale passando dalle qualificazioni:

- Pere Riba
- Juan Sebastián Cabal
- Alessandro Giannessi
- Facundo Bagnis

## Partecipanti WTA

### Teste di Serie
| Nazionalità   | Giocatrice                 | Ranking* | Testa di serie |
| ------------- | -------------------------- | -------- | -------------- |
| Italia        | Roberta Vinci              | 23       | 1              |
| Italia        | Flavia Pennetta            | 28       | 2              |
| Italia        | Sara Errani                | 36       | 3              |
| Kazakistan    | Ksenija Pervak             | 41       | 4              |
| Romania       | Irina-Camelia Begu         | 51       | 5              |
| Nuova Zelanda | Marina Eraković            | 54       | 6              |
| Rep. Ceca     | Barbora Záhlavová-Strýcová | 55       | 7              |
| Romania       | Alexandra Dulgheru         | 56       | 8              |

* Ranking al 20 febbraio 2012.

### Altre partecipanti
Le seguenti giocatrici hanno ricevuto una wild-card per il tabellone principale:
- Nadia Abdalá
- Ximena Hermoso

Le seguenti giocatrici sono entrate nel tabellone principale passando dalle qualificazioni:

- Edina Gallovits-Hall
- Petra Rampre
- Mariana Duque-Mariño
- Sesil Karatančeva

## Punti e montepremi
Il montepremi complessivo è di 1.375.000 $.
| Torneo              | Torneo              | V       | F       | SF     | QF     | 2T     | 1T    | Q  | Q3  | Q2  | Q1  |
| Singolare maschile  | Punti               | 500     | 300     | 180    | 90     | 45     | 0     | 20 | 0   | 10  | 0   |
| Singolare maschile  | Premi in denaro ($) | 227.915 | 125.300 | 59.350 | 28.640 | 14.600 | 8.030 | –  | 0   | 905 | 500 |
| Doppio maschile     | Punti               | 500     | 300     | 180    | 90     | 0      | –     | –  | –   | –   | –   |
| Doppio maschile     | Premi in denaro ($) | 82.100  | 37.040  | 17.460 | 8.440  | 4.340  | –     | –  | –   | –   | –   |
| Singolare femminile | Punti               | 280     | 200     | 130    | 70     | 30     | 1     | 16 | 10  | 6   | 1   |
| Singolare femminile | Premi in denaro ($) | 37.000  | 19.000  | 10.200 | 5.340  | 2.950  | 1.725 | –  | 860 | 460 | 265 |
| Doppio femminile    | Punti               | 280     | 200     | 130    | 70     | 1      | –     | –  | –   | –   | –   |
| Doppio femminile    | Premi in denaro ($) | 11.000  | 5.750   | 3.100  | 1.160  | 860    | –     | –  | –   | –   | –   |

## Campioni

### Singolare maschile
David Ferrer ha battuto in finale  Fernando Verdasco con il punteggio di 6-1, 6-2. 
- È il terzo titolo dell'anno per Ferrer, il terzo consecutivo in questo torneo ed il 14° in carriera.

### Singolare femminile
Sara Errani ha battuto in finale  Flavia Pennetta con il punteggio di 5-7, 7–6(2), 6-0.
- È il terzo titolo in carriera per Sara Errani, il primo del 2012.

### Doppio maschile
David Marrero /  Fernando Verdasco hanno battuto in finale  Marcel Granollers /  Marc López per 6-3, 6-4.

### Doppio femminile
Sara Errani /  Roberta Vinci hanno battuto in finale  Lourdes Domínguez Lino /  Arantxa Parra Santonja con il punteggio di 6-2, 6-1.